# بروکشید
بروکشید (به آلمانی: Brockscheid) یک شهر در آلمان است که در فولکانایفل واقع شده‌است. بروکشید ۲۱۳ نفر جمعیت دارد.